# Oenopota hanazakiensis
Oenopota hanazakiensis é uma espécie de gastrópode do gênero Oenopota, pertencente a família Mangeliidae.